# Edge of Seventeen (филм)
Edge of Seventeen је амерички филм из 1998. године. Филм је режирао Дејвид Моретон, а музику за филм написао је Том Бејли. 

## Заплет
Радња се одвија у Охају 1984. Филм прати каминг аут седамнаестогодишњег геј тинејџера Ерика (Крис Стафорд).

## Улоге
| Глумац          | Улога |
| --------------- | ----- |
| Крис Стафорд    | Ерик  |
| Тина Холмс      | Меги  |
| Андерсен Гебрих | Род   |
| Леа Делариа     | Енџи  |

## Награде
Филм је освојио награду жирија и публике на Аутфесту 1998. за најбоље наративно остварење, као и награду жирија за најбољи сценарио. На Међународном геј и лезбијском филмском фестивалу у Сан Франциску 1998., освојио је награду публике за најбољи филм.